# Cristiano Ronaldo
Cristiano Ronaldo dos Santos Aveiro (n. 5 februarie 1985, Funchal, Portugalia) este un fotbalist portughez, care evoluează pe postul de atacant și este căpitan al naționalei Portugaliei.
Ronaldo este considerat unul din cei mai buni fotbaliști din toate timpurile, alături de rivalul său Lionel Messi. Este primul fotbalist portughez care a câștigat Balonul de Aur de cinci ori, și al doilea jucător după Messi care câștigă Gheata de aur de trei ori. La Manchester United și Real Madrid, Ronaldo a câștigat de trei ori Premier League, La Liga, FA Cup, de două ori Football League Cup și Copas del Rey, FA Community Shield, Supercupa Spaniei, de 5 ori Liga Campionilor UEFA, o Supercupa Europei și de trei ori Campionatul Mondial al Cluburilor FIFA.
În ianuarie 2014, la vârsta de 28 de ani, Ronaldo a marcat cel de-al 400-lea său gol la nivel de seniori. În ianuarie 2015 el a fost numit cel mai bun fotbalist portughez din toate timpurile, de către Federația Portugheză de Fotbal, în cadrul celei de-a 100-a ceremonii aniversare.
Ronaldo și-a început cariera de fotbalist la juniorii echipei Andorinha, pentru care a jucat timp de doi ani, fiind transferat ulterior de  C.D. Nacional. În 1997 a ajuns la Sporting Lisabona, fiind promovat la echipa mare de Ladislau Bölöni. Jocul său i-a atras atenția antrenorului de atunci al lui Manchester United, Alex Ferguson, care l-a adus la echipă în schimbul a 12,2 milioane de lire sterline. În 2004 a câștigat primul trofeu, Cupa FA. În 2009 a devenit cel mai scump transfer din toate timpurile, Real Madrid plătind pentru el 94 de milioane de euro (80 de milioane de lire sterline).
Ronaldo a debutat pentru Portugalia în august 2003, la vârsta de 18 ani. Are peste 100 de selecții și a fost convocat, începând cu Euro 2004, la trei Campionate Europene și alte trei Mondiale. Este primul fotbalist portughez care a înscris mai mult de 50 de goluri și este golgheterul Campionatului European (incluzând faza calificărilor) cu 23 de goluri.
Pe 14 octombrie 2019, într-un meci cu Ucraina, încheiat 1-2, Ronaldo a înscris din penalti golul cu numărul 700 din carieră.

## Biografie
Cristiano Ronaldo s-a născut în Santo António, un cartier al orașului Funchal, Madeira, Portugalia. Este fiul Mariei Dolores dos Santos Aveiro și al lui José Dinis Aveiro (n. 1954, Londra - 5 septembrie 2005). Are un frate mai mare, Hugo (n. 1975), precum și două surori mai mari, Elma (n. 1974) și Liliana Cátia (n. Madeira, 5 octombrie 1976). Liliana Cátia este o cântăreață cu numele de scenă Lorenzo în Portugalia. Al doilea nume al lui Cristiano (Ronaldo) este relativ rar în Portugalia. Părinții l-au numit astfel în cinstea fostului președinte american Ronald Reagan. Încă din copilărie tatăl său l-a înscris la un club sportiv, iar la vârsta de 14 ani, Ronaldo s-a înțeles cu părinții să-și concentreze cariera pe fotbal.

## Cariera de club
A început să joace fotbal de mic copil. Când a început școala, la șase ani, pasiunea lui pentru acest sport devenise evidentă. La vârsta de 8 ani Ronaldo juca la echipa de amatori, Andorinha, unde tatăl său se ocupa de echipament. În 1995 Ronaldo a semnat cu clubul local Nacional și după o campanie care a avut drept rezultat câștigarea titlului, Ronaldo a participat la un trial de trei zile la Sporting Lisabona, care l-a achiziționat pentru o sumă care nu a fost făcută publică.

### Sporting Lisabona
La Sporting Lisabona a jucat 25 de meciuri, în care a înscris 3 goluri. Cel care l-a promovat în echipa lui Sporting a fost antrenorul român László Bölöni, pe când Ronaldo avea 16 ani.
Ronaldo s-a alăturat jucătorilor de tineret ai lui Sporting, care se antrenau pe Alcochete, fabrica de fotbal a clubului, și acolo a primit instrucțiuni valoroase. Responsabilii celor de la Sporting Lisabona și-au dat seama că Ronaldo avea nevoie de mai multă susținere și au aranjat lucrurile pentru ca mama lui să i se alăture. A debutat pentru echipa sa împotriva echipei Moreirense, marcând două goluri. A participat de asemenea în echipa sub 17 ani a Portugaliei la campionatul european de tineret.
Evoluțiile sale de la Campionatul UEFA sub 17 au atras atenția oamenilor de fotbal din întreaga lume. A fost observat prima dată de fostul antrenor al lui Liverpool, Gérard Houllier, pe când avea 16 ani. Cu toate acestea, Liverpool l-a refuzat, deoarece l-a considerat prea tânăr și neexperimentat. Dar Cristiano Ronaldo i-a atras atenția lui Sir Alex Ferguson, în vara lui 2003, atunci când Sporting a învins-o pe Manchester United cu 3-1, cu ocazia inaugurării stadionului Alvalade XXI din Lisabona. Ronaldo și-a demonstrat abilitatea de a juca pe ambele flancuri. După meci, jucătorii lui Manchester United au vorbit cu entuziasm despre talentul tânărului, afirmând că ar prefera să îl aibă în echipă, mai degrabă decât să fie nevoiți să joace împotriva lui în viitor .

### Manchester United

#### 2003-2006

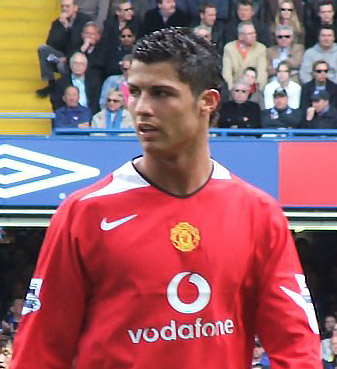
Ronaldo la Manchester United în 2006

Sir Alex Ferguson a decis că îl dorește pe tânăr în echipa sa, care avea nevoie de un mijlocaș de bandă dreaptă după plecarea lui David Beckham la Real Madrid; Ronaldo a fost achiziționat pentru 12.24 milioane de lire sterline. Acesta a dorit numărul 28, cel pe care l-a avut la fosta sa echipă, nevrând să ia în spate numele grele precum George Best, Bryan Robson, Eric Cantona și David Beckham. A debutat la Manchester United în minutul 60 al unui meci împotriva celor de la Bolton Wanderers F.C., disputat pe Old Trafford. United conducea cu 1-0, dar la numai câteva minute de la intrarea pe teren, Cristiano Ronaldo a obținut un penalty, ratat însă de Ruud van Nistelrooy, (acesta fiind motivul scandalului care s-a încheiat prin plecarea olandezului). Cu toate acestea, meciul s-a terminat cu 4-0 în favoarea lui Manchester United.
Pe 29 octombrie 2005 marchează al 1000-lea gol al lui United în Premier League, într-o înfrângere la Middlesbrough.

#### 2006-2009

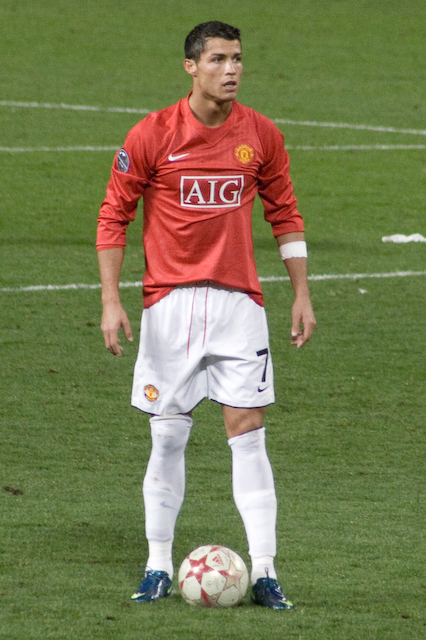
Ronaldo executând o lovitură liberă în 2008

În sezonul 2006-2007, Cristiano a marcat pentru prima oară 20 de goluri într-un sezon. Deși se zvonea că Real Madrid va semna cu el pentru 80 de milioane de euro (54 de milioane de lire sterline, acesta rămâne la Manchester unde ia pentru a treia oară în istorie titluri consecutive de Jucătorul Lunii în Premier League, ultimul care a reușit o astfel de performanță fiind Dennis Bergkamp, cu 10 ani înainte.
În sezonul 2007-2008, acesta este al doilea fotbalist la Gheata de Aur, după brazilianul Kaká.
Acesta marchează primul său hattrick pentru Diavoli pe data de 12 ianuarie 2008, când United o învingea pe Old Trafford pe Newcastle United cu 6-0.
Pe data de 19 martie 2008, Ronaldo este pentru prima oară căpitanul lui Manchester United, acasă, unde echipa sa câștigă împotriva lui Bolton Wanderers.
Pe data de 15 noiembrie 2008 marchează golurile 100 și 101 acasă împotriva celor de la Stoke City, ambele din lovituri libere. Îi este acordată Gheata de Aur pe 2 decembrie, fiind primul jucător al Diavolilor care reușește acest lucru după George Best în 1968.
Pe 11 iunie 2009, Manchester United acceptă oferta celor de la Real Madrid de 80 de milioane de lire sterline. După ajungerea în Madrid, Cristiano declară că Sir Alex Ferguson i-a fost ca un tată în sport.

### Real Madrid

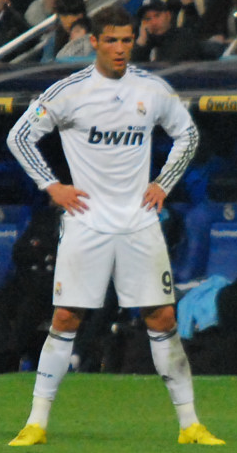
Ronaldo executând o lovitură liberă pentru Real Madrid în 2010

#### Sezonul 2009–10
Pe 26 iunie 2009, Real Madrid confirma că Ronaldo se va alătura clubului pe 1 iulie 2009, fiind cumpărat de la Manchester United contra sumei de 94 de milioane de euro (80 de milioane £), devenind cel mai scump transfer din istoria fotbalului. Atunci Ronaldo a semnat un contract pe 6 ani cu un salariu de 11 milioane de euro pe an având o clauză de reziliere de 1 miliard de euro. El a fost prezentat presei ca jucător al lui Real Madrid pe 6 iulie, având numărul 9 pe tricou. Tricoul lui Ronaldo a fost prezentat de legendarul jucător al Realului, Alfredo Di Stéfano. Ronaldo a fost întâmpinat de circa 80.000 – 85,000 de fani la prezentarea sa pe Stadionul Santiago Bernabéu, surclasând recordul lui Diego Maradona de 75.000 de fani când a fost prezentat în Italia, după transferul de la Barcelona la Napoli în 1984. Evenimentul a fost difuzat în direct la televiziunile publice spaniolă și portugheză, RTVE și RTP respectiv.

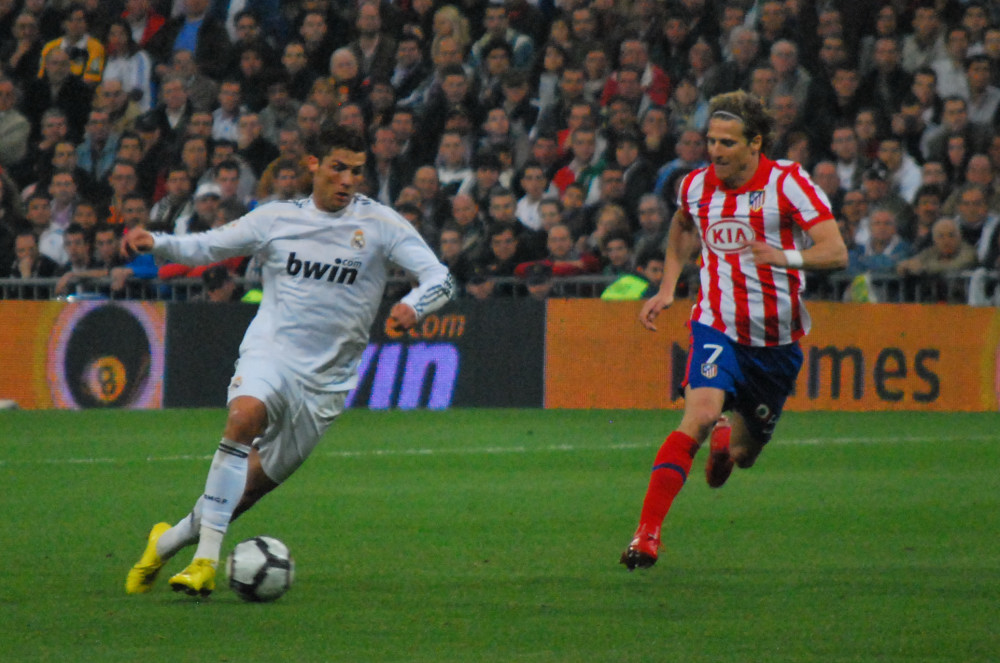
Ronaldo jucând pentru Real Madrid contra rivalilor de la Atlético Madrid (alături este Diego Forlán)

Ronaldo a debutat la Real pe data de 21 iulie 2009 într-un meci împotriva celor de la Shamrock Rovers, câștigat cu 1-0. O săptămână mai târziu el marchează primul său gol pentru Real, într-o victorie cu 4-2 a lui în fața celor de la LDU Quito.
Debutul oficial în La Liga l-a făcut pe 29 august împotriva echipei Deportivo La Coruña. unde a înscris un gol din penalti iar Real Madrid a câștigat cu scorul de 3-2. Pe 15 septembrie, Ronaldo a marcat două goluri din lovituri libere într-o victorie cu 5–2 în deplasare în fața celor de la FC Zürich, acestea fiind primele sale goluri pentru Real în Champions League. El a bătut recordul clubului când a marcat gol Villarrealului și a devenit primul jucător care a marcat în primele patru apariții în La Liga.
Pe 10 octombrie Ronaldo a suferit o accidentare la genunchi în timpul unui meci pentru Portugalia contra Ungariei, traumă care l-a ținut în afara terenului până la 25 noiembrie, și l-a făcut să rateze ambele meciuri ale echipei din grupele Champions League împotriva lui AC Milan.
În 2009 Ronaldo a fost al doilea la galele Jucătorul Anului FIFA și Balonul de Aur 2009. Pe 5 mai 2010, Ronaldo a marcat primul său hat-trick pentru Real Madrid într-un meci din deplsare contra RCD Mallorca. Deși primul său sezon la Real Madrid s-a terminat fără trofee, Ronaldo și Gonzalo Higuaín au marcat împreună 53 de goluri în campionat timp de un sezon, devenind cel mai prolific duo de campionat din istoria Realului.

#### Sezonul 2010–11
Odată cu plecarea lui Raúl de la Real Madrid în vara lui 2010, Ronaldo a preluat numărul 7 pe tricou. Pe 23 octombrie 2010, Ronaldo a marcat patru goluri contra lui Racing de Santander, cele mai multe goluri marcate de el într-un singur meci până la acel moment. Acest meci a făcut parte dintr-o serie de 6 meciuri consecutive în care Ronaldo a înscris (3 goluri în La Liga, unul în Champions League și 2 pentru națională), un total de 11 goluri, fiind cele mai multe goluri marcate de Ronaldo într-o singură lună. Înainte ca Real Madrid să piardă cu 5–0 în fața Barcelonei pe Camp Nou, Ronaldo a marcat cel de-al doilea său hat-trick din sezon în La Liga, într-o victorie cu 5–1 în fața lui Athletic Bilbao. În ultimul meci al anului el a mai marcat un hat-trick în victoria cu 8–0 asupra lui Levante în Copa del Rey.

#### Sezonul 2014–15

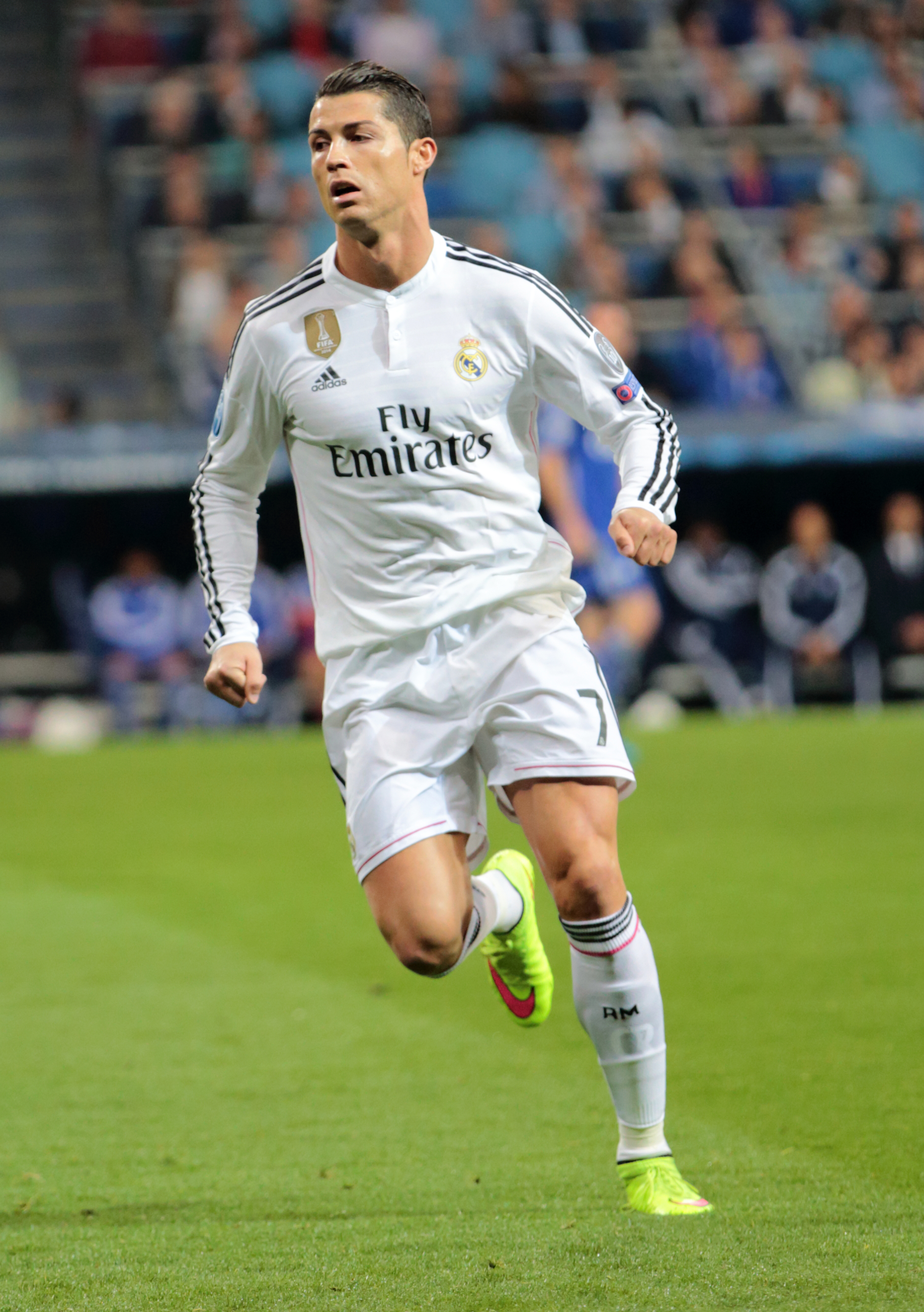
Ronaldo jucând contra lui Schalke 04 în Champions League, 11 martie 2015

Pe 4 ianuarie 2015, Ronaldo a deschis scorul în victoria cu 2-1 în fața Valenciei, pe Mestalla, devenind cel mai bun marcator al lui Real Madrid în meciurile din deplasare din La Liga, cu 88 de goluri în 91 meciuri. Pe 12 ianuarie 2015, Ronaldo a câștigat Balonul de Aur FIFA 2014, egalând performanța lui Zinedine Zidane și Ronaldo cu trei titlu de „cel mai bun fotbalist din lume”.
Pe 5 aprilie 2015, Cristiano Ronaldo a marcat cinci goluri într-un meci pentru prima oară în cariera sa, inclusiv realizând un hat-trick în opt minute, într-un meci din La Liga contra echipei Granada, câștigat cu 9–1 de Real. Cu marcarea acestor goluri, Ronaldo a egalat recordul lui Alfredo Di Stéfano cu 28 de hat-trick-uri pentru Real Madrid. După meci, coechipierul său Karim Benzema l-a numit pe Ronaldo „fenomen”. Pe 8 aprilie, Ronaldo a marcat cel de-al 300-lea său gol pentru Real Madrid într-o victorie cu 2–0 în fața celor de la Rayo Vallecano.

### Juventus

#### 2018-19
După o săptămână de speculații de transfer, la 10 iulie 2018, Ronaldo a semnat un contract de patru ani cu clubul italian Juventus după finalizarea unui transfer de 100 de milioane de euro, care a inclus alte 12 milioane de euro bonusuri. Transferul a fost cel mai mare vreodată pentru un jucător de peste 30 de ani și cel mai mare plătit vreodată de un club italian.
Ronaldo și-a făcut debutul oficial pentru Juventus pe 18 august, în meciul din Serie A, cu o victorie de 3-2 contra AC Chievo Verona. La 16 septembrie, în a patra apariție pentru Juventus, a marcat primul său gol, care a fost imediat urmat de al doilea, într-o victorie acasă cu 2-1 împotriva  US Sassuolo Calcio. La 19 septembrie, în primul său meci din Liga Campionilor pentru Juventus, a fost eliminat în minutul 29 pentru "comportament violent"  pentru prima dată în cele 154 de apariții în Liga Campionilor - într-o victorie de 2-0 în deplasare cu Valencia CF.

### Revenirea la Manchester United
La 27 august 2021, Manchester United a anunțat că a ajuns la un acord cu Juventus pentru a-l aduce înapoi pe Ronaldo. Transferul a fost perfectat pentru o sumă inițială de 12,85 milioane de lire sterline, cu un contract de doi ani plus opțiune pentru un an, și a fost confirmat la 31 august. Ronaldo a primit tricoul cu numărul 7 după ce Edinson Cavani a acceptat să treacă la numărul 21. S-a raportat că primele 24 de ore de vânzări de tricouri ale lui Ronaldo au doborât recordul din toate timpurile în urma unui transfer, depășindu-l pe Messi după mutarea sa la Paris Saint-Germain.
A încheiat sezonul cu 24 de goluri în toate competițiile, 18 dintre acele goluri fiind în Premier League, făcându-l al treilea cel mai bun marcator din ligă, în spatele câștigătorilor Ghetei de Aur Mohamed Salah și Son Heung-min, fiind numit în echipa anului din Premier League. Cu toate acestea, cu United terminând pe un dezamăgitor loc al șaselea și calificându-se în UEFA Europa League, Ronaldo a rămas fără trofeu pentru prima dată din 2010.
Ronaldo a ratat turneul de pregătire dinaintea sezonului 2022-2023, din Thailanda și Australia, din motive de familie, pe fondul informațiilor despre dorința sa de a pleca pentru a se alătura unui club care concurează în Liga Campionilor, în ciuda faptului că antrenorul Erik ten Hag a insistat că nu este de vânzare și că face parte din planurile clubului. Ronaldo și-a pierdut locul în formația de start în fața lui Marcus Rashford și Anthony Martial, figurând doar în meciurile din Europa League. Pe 9 octombrie, Ronaldo a intrat ca înlocuitor și a marcat cel de-al 700-lea gol din carieră la club într-o victorie cu 2-1 împotriva lui Everton. Zece zile mai târziu, Ronaldo a refuzat să intre pe teren din postura de rezervă, în timpul unui meci pe teren propriu împotriva lui Tottenham și a părăsit stadionul înainte de fluierul de final. Ten Hag l-a pedepsit scoțându-l din echipă pentru meciul cu Chelsea și l-a făcut să se antreneze separat de prima echipă. În urma discuțiilor cu antrenorul, Ronaldo a revenit la antrenament și a fost titular în victoria lui United pe teren propriu împotriva lui Sheriff pe 27 octombrie, marcând al treilea gol și asigurând calificarea lui United în faza eliminatorie a Ligii Europa.
Pe 14 noiembrie, au apărut detalii despre un interviu cu Piers Morgan, în care Ronaldo a spus că se simțea „trădat” de Ten Hag și de „alți doi sau trei” care doreau ca Ronaldo să părăsească clubul, adăugând totodată că clubul „se îndoia” de el atunci când a spus că nu a putut participa la antrenamentele de pre-sezon din cauza bolii fiicei sale și că nu l-a respectat pe ten Hag „pentru că nu arată respect față de mine”, ceea ce îl face să fie dezamăgit de comunicarea clubului. În urma interviului, care a fost difuzat în două părți pe 16 și 17 noiembrie, United a început să caute o acțiune în justiție pentru a stabili dacă Ronaldo și-a încălcat contractul și a căutat să-i rezilieze contractul. Pe 22 noiembrie, contractul lui Ronaldo cu United a fost reziliat de comun acord cu efect imediat.

## Cariera internațională

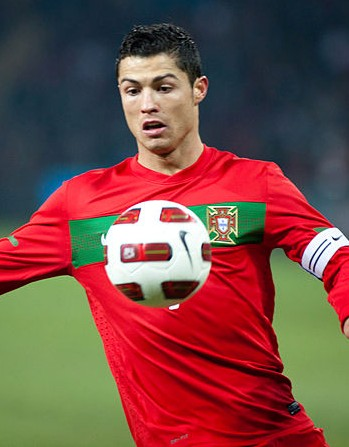
Ronaldo evoluând pentru Portugalia

Pe data de 20 august 2003 are prima prezență în echipa națională de fotbal a Portugaliei, într-o victorie a naționalei lusitane cu 1-0 împotriva Kazahstanului..
Ronaldo marchează primul său gol împotriva Greciei, la Euro 2004.

## Stilul de joc

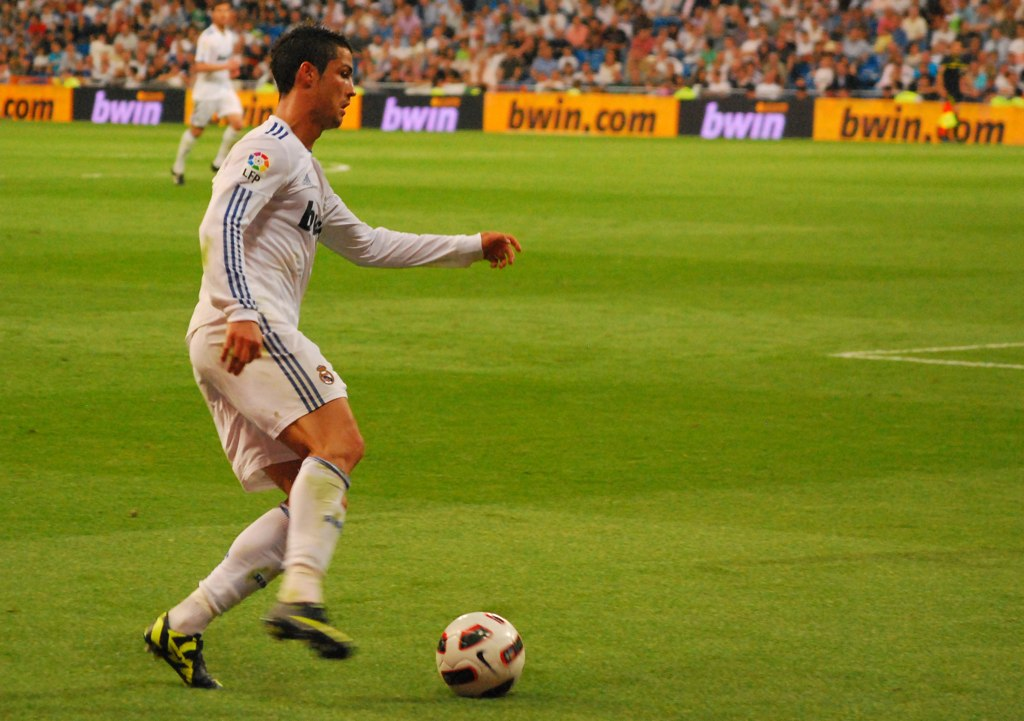
Ronaldo în acțiune

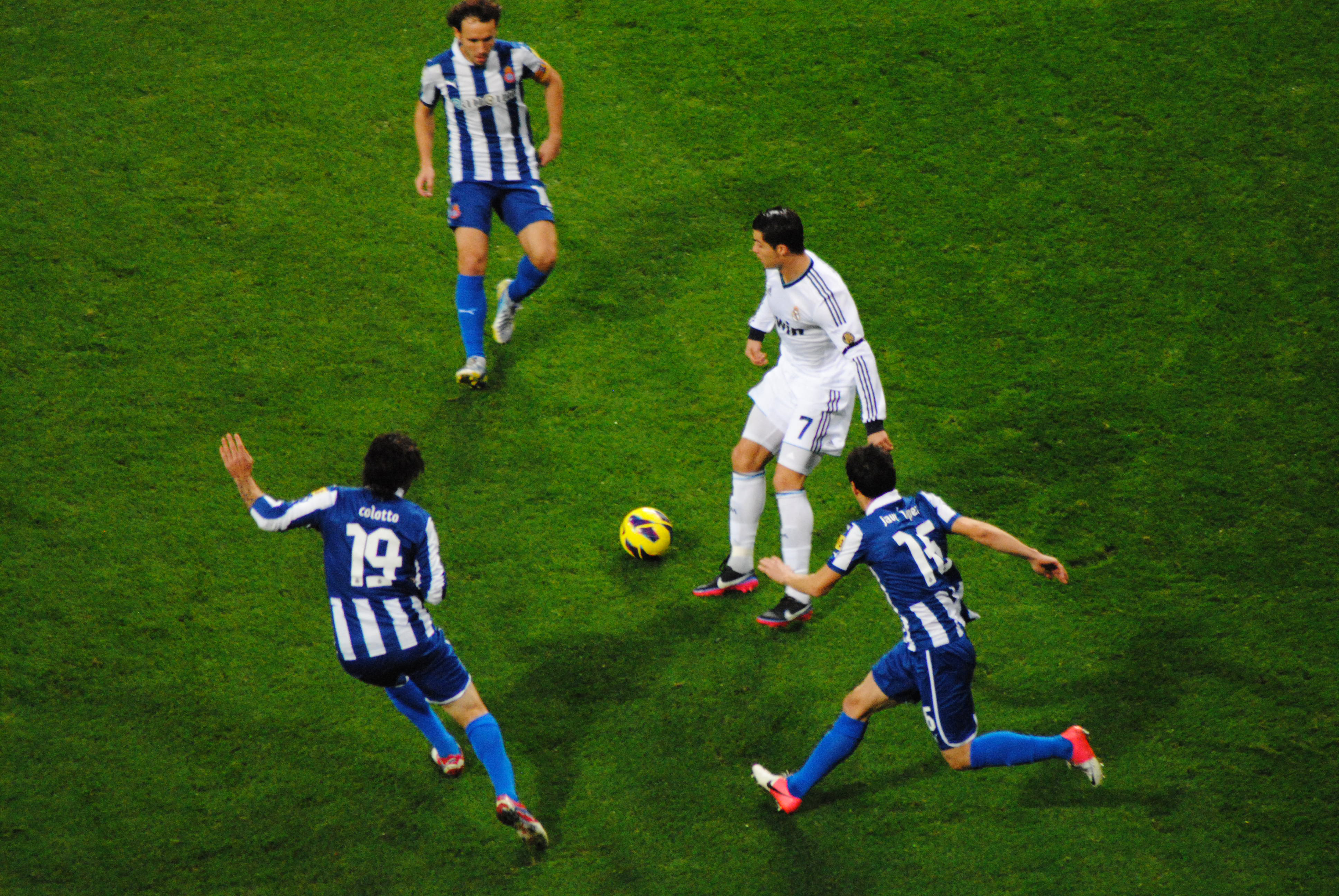
Ronaldo în acțiune pentru Real Madrid contra celor de la Espanyol în 2012

Considerat pe larg drept unul din cei mai buni doi fotbaliști din lume din generația sa (alături de Lionel Messi) și unul din cei mai buni jucători din istoria fotbalului, Cristiano Ronaldo joacă într-un mod ofensiv, fie pe postul de atacant, sau de mijlocaș, și este cunoscut pentru abilitățile sale bune de finalizare, pasare, driblare, poziționare, alergare, dar și pentru o bună executare a loviturilor libere. El este capabil să joace atât pe extreme, cât și în centrul terenului, ceea ce-l face un atacant versatil, capabil să joace pe orice poziție ofensivă.
Tactic, Ronaldo joacă un puternic rol ofensiv, adesea trecând de pe flancul stâng în centrul în timp ce se află în posesia balonului. Este cunoscut ca având o cugetare limpede, cu o bună viziune a jocului, prevăzând diferite scenarii și posedând reacții rapide, oportunism, echilibru și agilitate. Deși este dreptaci, el poate controla balonul, sprinta și finaliza și cu piciorul stâng.
Ronaldo este cunoscut (mai ales) pentru accelerația sa, tehnicitate, control al balonului și abilități de dribling, dar și pentru perspicacitatea de a învinge jucătorul advers în situații de „unu la unu”. Un marcator prolific, este capabil să finalizeze atât din interiorul suprafeței, cât și de la distanță, cu un șut precis și puternic. Este un bun executant de penalty și un specialist la lovituri libere directe. Înălțimea, forța, abilitatea de a sări și tehnica de a lovi cu capul îl avantajează în a câștiga luptele aeriene pentru balon, multe din golurile sale fiind înscrise cu capul. A fost considerat unul dintre cei mai rapizi fotbaliști din lume în 2014.
De la venirea sa la Manchester United, Ronaldo a suferit transformări corporale substanțiale, căpătând un corp atletic, musculos care îl ajută mult în jocul său.

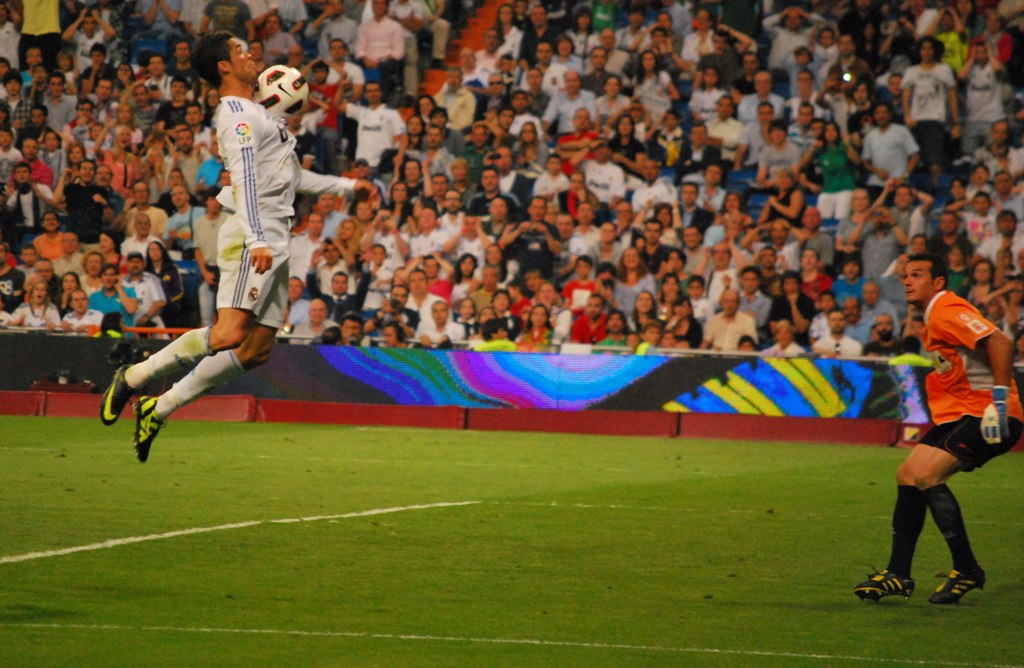
Ronaldo controlând balonul în timpul unui meci din La Liga, contra UD Almería

Ronaldo a avut câteva schimbări de tactică în cariera sa. În timp ce juca la Sporting Lisabona, și apoi în primul sezon la Manchester United, el practica mai mult un stil de mijlocaș "clasic", pe flancul drept de la mijlocul terenului. Adesea a întreprins incursiuni cu driblinguri individuale. În pofida talentului său, a fost criticat de antrenorul Alex Ferguson, colegi și media pentru egoism și un stil prea arogant. Pe durata următoarelor sezoane a devenit mai mult un „jucător de echipă” de cât individual, jucând și un rol mult mai creativ pentru echipă, devenind un playmaker. În sezonul 2006-07 el a oferit 19 pase decisive în toate competițiile. În ultimul sezon petrecut la Manchester United, el a jucat și mai prolific în atac, atât pe poziție de atacant cât și ca „al doilea vârf”, sau mijlocaș ofensiv ocazional.
La Real Madrid, Ronaldo a continuat să joace un rol mai ofensiv în echipă, depășindu-și abilitățile de marcator, în dauna creativității și sarcinilor defensive. Eficiența sa la Real Madrid a fost condiționată și de faptul că echipa excela în jocul pe contra-atac. Deși inițial a fost centrul atacului, mai târziu el a fost mutat înapoi pe flancul stâng, dar cu un rol tactic liber, care-l făcea mult mai greu de oprit de către fundași și îi permitea să înscrie mai des.
Ronaldo a fost criticat un timp pentru „plonjările” sale în timp ce i se făcea tacklinguri, fapt despre care José Mourinho a spus "Cristiano este un jucător care nu are cultura plonjării, el nu are cultura simulării, el este un jucător de școală engleză, antrenat de Ferguson.".
| “ | "Maturitatea aduce multe lucruri. Când l-am văzut jucând contra lui City, unele din deciziile luate de el în materie de pase au fost briliante. Pasare dintr-o atingere, incursiuni bune. În cei șase ani cât a fost la noi, îl puteai vedea crescând încontinuu, și a fost un jucător fantastic. Acum vezi un jucător complet. Deciziile luate de el, maturitatea sa, experiența sa, plus toate aptitudinile pe care le are, toate acestea îl fac un jucător complet". | ” |
|   | — Alex Ferguson despre Ronaldo la 27 de ani, ianuarie 2013 |   |

## Viața personală

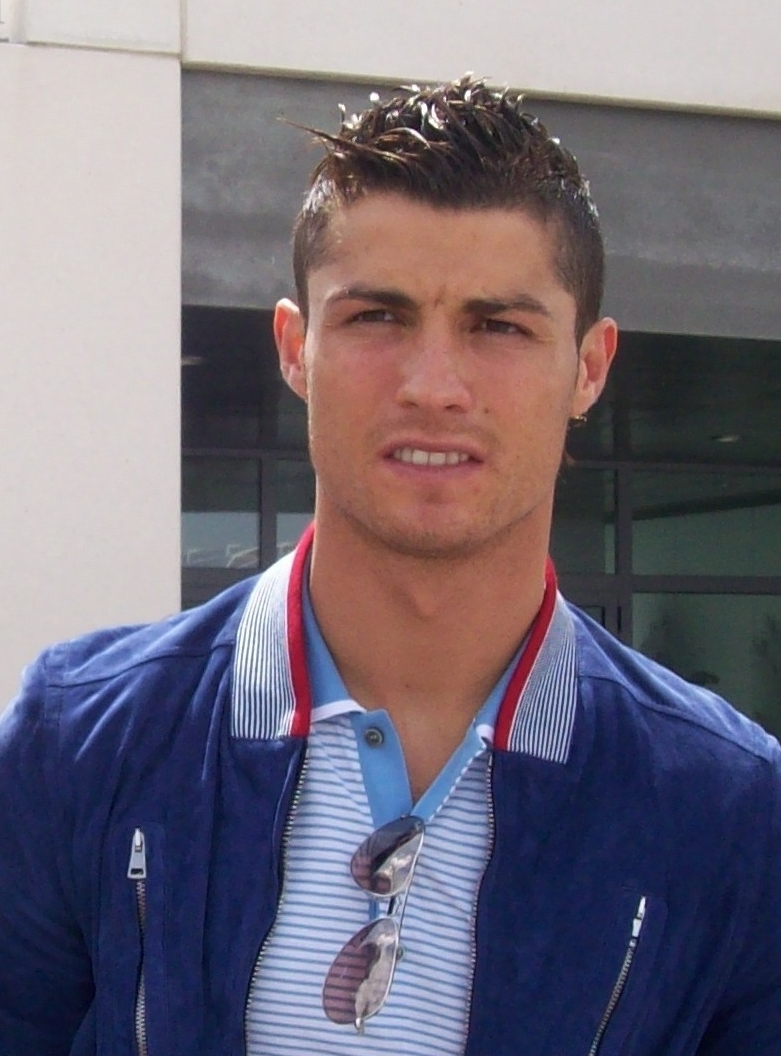
Cristiano Ronaldo

Tatăl său a decedat din cauza alcoolului în septembrie 2005 la vârsta de 52 de ani, când Ronaldo avea doar 20 de ani. O lună mai târziu Ronaldo a fost acuzat că ar fi violat o femeie în Londra, fiind arestat, iar apoi a fost eliberat fiind declarat nevinovat.
Pe data de 3 iulie 2010 a anunțat pe conturile sale oficiale de Facebook și Twitter că a devenit tată. Fiul său, numit la fel Cristiano și alintat de familie ”Cristianinho”, s-a născut în Statele Unite, iar Ronaldo a anunțat că fiul va rămâne în custodia sa. Ronaldo nu a făcut publică niciodată identitatea mamei fiului său.
Anterior Ronaldo a mai avut relații cu fotomodelele engleze Alice Goodwin și Gemma Atkinson, iar din 2010 până în ianuarie 2015 a fost într-o relație cu fotomodelul rus Irina Shayk. Cristiano Ronaldo este romano-catolic. El a declarat că nu își face tatuaje întrucât donează sânge frecvent.

## Statistici carieră

### Club
La 13 septembrie 2024.
| Club              | Sezon         | Campionat                             | Campionat | Campionat | Cupă    | Cupă   | Cupa Ligii | Cupa Ligii | Europa  | Europa | Altele  | Altele | Total   | Total  |
| Club              | Sezon         | Divizie                               | Meciuri   | Goluri    | Meciuri | Goluri | Meciuri    | Goluri     | Meciuri | Goluri | Meciuri | Goluri | Meciuri | Goluri |
| ----------------- | ------------- | ------------------------------------- | --------- | --------- | ------- | ------ | ---------- | ---------- | ------- | ------ | ------- | ------ | ------- | ------ |
| Sporting CP B     | 2002–03       | Segunda Divisão                       | 2         | 0         | —       | —      | —          | —          | —       | —      | —       | —      | 2       | 0      |
| Sporting CP       | 2002–03       | Primeira Liga                         | 25        | 3         | 3       | 2      | —          | —          | 3       | 0      | 0       | 0      | 31      | 5      |
| Manchester United | 2003–04       | Premier League                        | 29        | 4         | 5       | 2      | 1          | 0          | 5       | 0      | 0       | 0      | 40      | 6      |
| Manchester United | 2004–05       | Premier League                        | 33        | 5         | 7       | 4      | 2          | 0          | 8       | 0      | 0       | 0      | 50      | 9      |
| Manchester United | 2005–06       | Premier League                        | 33        | 9         | 2       | 0      | 4          | 2          | 8       | 1      | —       | —      | 47      | 12     |
| Manchester United | 2006–07       | Premier League                        | 34        | 17        | 7       | 3      | 1          | 0          | 11      | 3      | —       | —      | 53      | 23     |
| Manchester United | 2007–08       | Premier League                        | 34        | 31        | 3       | 3      | 0          | 0          | 11      | 8      | 1       | 0      | 49      | 42     |
| Manchester United | 2008–09       | Premier League                        | 33        | 18        | 2       | 1      | 4          | 2          | 12      | 4      | 2       | 1      | 53      | 26     |
| Manchester United | Total         | Total                                 | 196       | 84        | 26      | 13     | 12         | 4          | 58      | 16     | 3       | 1      | 291     | 118    |
| Real Madrid       | 2009–10       | La Liga                               | 29        | 26        | 0       | 0      | —          | —          | 6       | 7      | —       | —      | 35      | 33     |
| Real Madrid       | 2010–11       | La Liga                               | 34        | 40        | 8       | 7      | —          | —          | 12      | 6      | —       | —      | 54      | 53     |
| Real Madrid       | 2011–12       | La Liga                               | 38        | 46        | 5       | 3      | —          | —          | 10      | 10     | 2       | 1      | 55      | 60     |
| Real Madrid       | 2012–13       | La Liga                               | 34        | 34        | 7       | 7      | —          | —          | 12      | 12     | 2       | 2      | 55      | 55     |
| Real Madrid       | 2013–14       | La Liga                               | 30        | 31        | 6       | 3      | —          | —          | 11      | 17     | —       | —      | 47      | 51     |
| Real Madrid       | 2014–15       | La Liga                               | 35        | 48        | 2       | 1      | —          | —          | 12      | 10     | 5       | 2      | 54      | 61     |
| Real Madrid       | 2015–16       | La Liga                               | 36        | 35        | 0       | 0      | —          | —          | 12      | 16     | —       | —      | 48      | 51     |
| Real Madrid       | 2016–17       | La Liga                               | 29        | 25        | 2       | 1      | —          | —          | 13      | 12     | 2       | 4      | 46      | 42     |
| Real Madrid       | 2017–18       | La Liga                               | 27        | 26        | 0       | 0      | —          | —          | 13      | 15     | 4       | 3      | 44      | 44     |
| Real Madrid       | Total         | Total                                 | 292       | 311       | 30      | 22     | —          | —          | 101     | 105    | 15      | 12     | 438     | 450    |
| Juventus          | 2018–19       | Serie A                               | 31        | 21        | 2       | 0      | —          | —          | 9       | 6      | 1       | 1      | 43      | 28     |
| Juventus          | 2019–20       | Serie A                               | 33        | 31        | 4       | 2      | —          | —          | 8       | 4      | 1       | 0      | 46      | 37     |
| Juventus          | 2020–21       | Serie A                               | 33        | 29        | 4       | 2      | —          | —          | 6       | 4      | 1       | 1      | 44      | 36     |
| Juventus          | 2021–22       | Serie A                               | 1         | 0         | 0       | 0      | —          | —          | 0       | 0      | 0       | 0      | 1       | 0      |
| Juventus          | Total         | Total                                 | 98        | 81        | 10      | 4      | —          | —          | 23      | 14     | 3       | 2      | 134     | 101    |
| Manchester United | 2021–22       | Premier League                        | 30        | 18        | 1       | 0      | 0          | 0          | 7       | 6      | —       | —      | 38      | 24     |
| Manchester United | 2022–23       | Premier League                        | 10        | 1         | 0       | 0      | 0          | 0          | 6       | 2      | —       | —      | 16      | 3      |
| Manchester United | Total         | Total                                 | 40        | 19        | 1       | 0      | 0          | 0          | 13      | 8      | —       | —      | 54      | 27     |
| Al Nassr          | 2022–23       | Liga Profesionistă din Arabia Saudită | 16        | 14        | 2       | 0      | —          | —          | —       | —      | 1       | 0      | 19      | 14     |
| Al Nassr          | 2023–24       | Liga Profesionistă din Arabia Saudită | 31        | 35        | 4       | 3      | —          | —          | 9       | 6      | 7       | 6      | 51      | 50     |
| Al Nassr          | 2024–25       | Liga Profesionistă din Arabia Saudită | 3         | 2         | 0       | 0      | —          | —          | 0       | 0      | 2       | 2      | 5       | 4      |
| Al Nassr          | Total         | Total                                 | 50        | 51        | 6       | 3      | —          | —          | 9       | 6      | 10      | 8      | 75      | 68     |
| Total carieră     | Total carieră | Total carieră                         | 703       | 549       | 76      | 44     | 12         | 4          | 204     | 149    | 31      | 23     | 1.026   | 769    |

1. ↑  Include Taça de Portugal, FA Cup, Copa del Rey, Coppa Italia, King Cup
2. ↑  Include EFL Cup
3. ↑  Include FA Community Shield, Supercupa Europei, Cupa Mondială a Cluburilor FIFA și Supercopa de España
4. ↑  Un meci în UEFA Champions League, două meciuri în Cupa UEFA
5. 1 2 3 4 5 6 7 8 9 10 11 12 13 14  Toate aparițiile în Liga Campionilor UEFA
6. ↑  Apariție în FA Community Shield
7. 1 2  Toate meciurile jucate în Cupa Mondială a Cluburilor FIFA
8. ↑  Nu include un gol marcat pe 18 septembrie 2010 împotriva lui Real Sociedad. Marca, care acordă Trofeul Pichichi, îl atribuie lui Ronaldo, în timp ce La Liga și UEFA îl atribuie lui Pepe.[99]
9. 1 2  Toate meciuri în Supercopa de España
10. ↑  Un meci și două goluri în Supercupa Europei, două meciuri în Supercopa de España, două meciuri în Cupa Mondială a Cluburilor FIFA
11. ↑  Un meci în Supercupa Europei, o apariție și un gol în Supercopa de España, două meciuri și două goluri în Cupa Mondială a Cluburilor FIFA
12. 1 2 3  Apariție în Supercoppa Italiana
13. ↑  Apariții în UEFA Europa League
14. ↑  Apariție în Saudi Super Cup
15. ↑  Apariții în Liga Campionilor Asiei
16. ↑  Șase apariții și șase goluri în Cupa Campionilor Cluburilor Arabe, o apariție în Saudi Super Cup

### Internațional

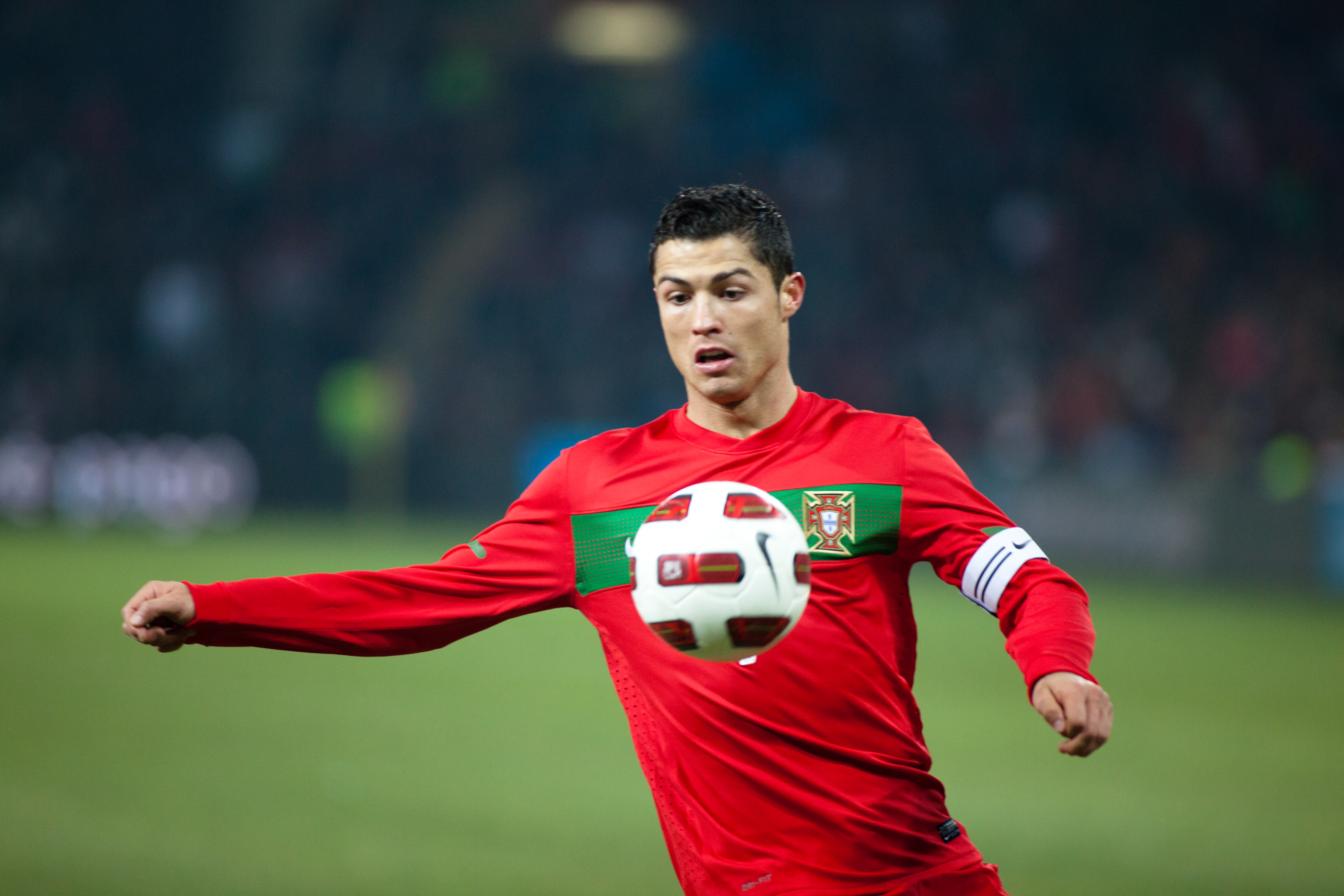
Ronaldo jucând contra Argentinei în Geneva, Elveția pe 9 februarie 2011

La 5 iulie 2024.
| Echipa     | An    | Meciuri | Goluri |
| ---------- | ----- | ------- | ------ |
| Portugalia | 2003  | 2       | 0      |
| Portugalia | 2004  | 16      | 7      |
| Portugalia | 2005  | 11      | 2      |
| Portugalia | 2006  | 14      | 6      |
| Portugalia | 2007  | 10      | 5      |
| Portugalia | 2008  | 8       | 1      |
| Portugalia | 2009  | 7       | 1      |
| Portugalia | 2010  | 11      | 3      |
| Portugalia | 2011  | 8       | 7      |
| Portugalia | 2012  | 13      | 5      |
| Portugalia | 2013  | 9       | 10     |
| Portugalia | 2014  | 9       | 5      |
| Portugalia | 2015  | 5       | 3      |
| Portugalia | 2016  | 13      | 13     |
| Portugalia | 2017  | 11      | 11     |
| Portugalia | 2018  | 7       | 6      |
| Portugalia | 2019  | 10      | 14     |
| Portugalia | 2020  | 6       | 3      |
| Portugalia | 2021  | 14      | 13     |
| Portugalia | 2022  | 12      | 3      |
| Portugalia | 2023  | 9       | 10     |
| Portugalia | 2024  | 7       | 2      |
| Total      | Total | 212     | 130    |

#### Goluri internaționale
| #  | Data              | Stadion                                              | Oponent               | Scor | Rezultat | Competiția                                             |
| -- | ----------------- | ---------------------------------------------------- | --------------------- | ---- | -------- | ------------------------------------------------------ |
| 1  | 12 iunie 2004     | Estádio do Dragão, Porto, Portugalia                 | Grecia                | 1–2  | 1–2      | Euro 2004                                              |
| 2  | 30 iunie 2004     | Estádio José Alvalade, Lisabona, Portugalia          | Țările de Jos         | 1–0  | 2–1      | Euro 2004                                              |
| 3  | 4 septembrie 2004 | Stadionul Skonto, Riga, Letonia                      | Letonia               | 1–0  | 2–0      | Calificările pentru Campionatul Mondial de Fotbal 2006 |
| 4  | 8 septembrie 2004 | Estádio Dr. Magalhães Pessoa, Leiria, Portugalia     | Estonia               | 1–0  | 4–0      | Calificările pentru Campionatul Mondial de Fotbal 2006 |
| 5  | 13 octombrie 2004 | Estádio José Alvalade, Lisabona, Portugalia          | Rusia                 | 2–0  | 7–1      | Calificările pentru Campionatul Mondial de Fotbal 2006 |
| 6  | 13 octombrie 2004 | Estádio José Alvalade, Lisabona, Portugalia          | Rusia                 | 4–0  | 7–1      | Calificările pentru Campionatul Mondial de Fotbal 2006 |
| 7  | 17 noiembrie 2004 | Stade Josy Barthel, Luxemburg, Luxemburg             | Luxemburg             | 2–0  | 5–0      | Calificările pentru Campionatul Mondial de Fotbal 2006 |
| 8  | 4 iunie 2005      | Estádio José Alvalade, Lisabona, Portugalia          | Slovacia              | 2–0  | 2–0      | Calificările pentru Campionatul Mondial de Fotbal 2006 |
| 9  | 8 iunie 2005      | A. Le Coq Arena, Tallinn, Estonia                    | Estonia               | 1–0  | 1–0      | Calificările pentru Campionatul Mondial de Fotbal 2006 |
| 10 | 1 martie 2006     | LTU Arena, Düsseldorf, Germania                      | Arabia Saudită        | 1–0  | 3–0      | Meci amical                                            |
| 11 | 1 martie 2006     | LTU Arena, Düsseldorf, Germania                      | Arabia Saudită        | 3–0  | 3–0      | Meci amical                                            |
| 12 | 17 iunie 2006     | Waldstadion, Frankfurt, Germania                     | Iran                  | 2–0  | 2–0      | Campionatul Mondial de Fotbal 2006                     |
| 13 | 7 octombrie 2006  | Estádio do Bessa, Porto, Portugalia                  | Azerbaidjan           | 1–0  | 3–0      | Preliminariile Campionatului European de Fotbal 2008   |
| 14 | 7 octombrie 2006  | Estádio do Bessa, Porto, Portugalia                  | Azerbaidjan           | 3–0  | 3–0      | Preliminariile Campionatului European de Fotbal 2008   |
| 15 | 15 noiembrie 2006 | Estádio Cidade de Coimbra, Coimbra, Portugalia       | Kazahstan             | 2–0  | 3–0      | Preliminariile Campionatului European de Fotbal 2008   |
| 16 | 24 martie 2007    | Estádio José Alvalade, Lisabona, Portugalia          | Belgia                | 2–0  | 4–0      | Preliminariile Campionatului European de Fotbal 2008   |
| 17 | 24 martie 2007    | Estádio José Alvalade, Lisabona, Portugalia          | Belgia                | 4–0  | 4–0      | Preliminariile Campionatului European de Fotbal 2008   |
| 18 | 22 august 2007    | Hanrapetakan Stadium, Yerevan, Armenia               | Armenia               | 1–1  | 1–1      | Preliminariile Campionatului European de Fotbal 2008   |
| 19 | 8 septembrie 2007 | Estádio José Alvalade, Lisabona, Portugalia          | Polonia               | 2–1  | 2–2      | Preliminariile Campionatului European de Fotbal 2008   |
| 20 | 17 octombrie 2007 | Almaty Central Stadium, Almatî, Kazahstan            | Kazahstan             | 2–0  | 2–1      | Preliminariile Campionatului European de Fotbal 2008   |
| 21 | 11 iunie 2008     | Stade de Genève, Geneva, Elveția                     | Cehia                 | 2–1  | 3–1      | Euro 2008                                              |
| 22 | 11 februarie 2009 | Estádio Algarve, Faro, Portugalia                    | Finlanda              | 1–0  | 1–0      | Meci amical                                            |
| 23 | 21 iunie 2010     | Cape Town Stadium, Cape Town, Africa de Sud          | Coreea de Nord        | 6–0  | 7–0      | Campionatul Mondial de Fotbal 2010                     |
| 24 | 8 octombrie 2010  | Estádio do Dragão, Porto, Portugalia                 | Danemarca             | 3–1  | 3–1      | Preliminariile Campionatului European de Fotbal 2012   |
| 25 | 12 octombrie 2010 | Laugardalsvöllur, Reykjavík, Islanda                 | Islanda               | 1–0  | 3–1      | Preliminariile Campionatului European de Fotbal 2012   |
| 26 | 9 februarie 2011  | Stade de Genève, Geneva, Elveția                     | Argentina             | 1–1  | 1–2      | Meci amical                                            |
| 27 | 10 august 2011    | Estádio Algarve, Faro, Portugalia                    | Luxemburg             | 2–0  | 5–0      | Meci amical                                            |
| 28 | 2 septembrie 2011 | GSP Stadium, Nicosia, Cipru                          | Cipru                 | 1–0  | 4–0      | Preliminariile Campionatului European de Fotbal 2012   |
| 29 | 2 septembrie 2011 | GSP Stadium, Nicosia, Cipru                          | Cipru                 | 2–0  | 4–0      | Preliminariile Campionatului European de Fotbal 2012   |
| 30 | 11 octombrie 2011 | Parken Stadium, Copenhaga, Danemarca                 | Danemarca             | 1–2  | 1–2      | Preliminariile Campionatului European de Fotbal 2012   |
| 31 | 15 noiembrie 2011 | Estádio da Luz, Lisabona, Portugalia                 | Bosnia și Herțegovina | 1–0  | 6–2      | Preliminariile Campionatului European de Fotbal 2012   |
| 32 | 15 noiembrie 2011 | Estádio da Luz, Lisabona, Portugalia                 | Bosnia și Herțegovina | 3–1  | 6–2      | Preliminariile Campionatului European de Fotbal 2012   |
| 33 | 17 iunie 2012     | Metalist Stadium, Kharkiv, Ucraina                   | Țările de Jos         | 1–1  | 2–1      | Euro 2012                                              |
| 34 | 17 iunie 2012     | Metalist Stadium, Kharkiv, Ucraina                   | Țările de Jos         | 2–1  | 2–1      | Euro 2012                                              |
| 35 | 21 iunie 2012     | National Stadium, Varșovia, Polonia                  | Cehia                 | 1–0  | 1–0      | Euro 2012                                              |
| 36 | 15 august 2012    | Estádio Algarve, Faro, Portugalia                    | Panama                | 2–0  | 2–0      | Meci amical                                            |
| 37 | 7 septembrie 2012 | Stade Josy Barthel, Luxemburg, Luxemburg             | Luxemburg             | 1–1  | 2–1      | Calificările pentru Campionatul Mondial de Fotbal 2014 |
| 38 | 6 februarie 2013  | Estádio D. Afonso Henriques, Guimarães, Portugalia   | Ecuador               | 1–1  | 2–3      | Meci amical                                            |
| 39 | 10 iunie 2013     | Stade de Genève, Geneva, Elveția                     | Croația               | 1–0  | 1–0      | Meci amical                                            |
| 40 | 14 august 2013    | Estádio Algarve, Faro, Portugalia                    | Țările de Jos         | 1–1  | 1–1      | Meci amical                                            |
| 41 | 6 septembrie 2013 | Windsor Park, Belfast, Irlanda de Nord               | Irlanda de Nord       | 2–2  | 4–2      | Calificările pentru Campionatul Mondial de Fotbal 2014 |
| 42 | 6 septembrie 2013 | Windsor Park, Belfast, Irlanda de Nord               | Irlanda de Nord       | 3–2  | 4–2      | Calificările pentru Campionatul Mondial de Fotbal 2014 |
| 43 | 6 septembrie 2013 | Windsor Park, Belfast, Irlanda de Nord               | Irlanda de Nord       | 4–2  | 4–2      | Calificările pentru Campionatul Mondial de Fotbal 2014 |
| 44 | 15 noiembrie 2013 | Estádio da Luz, Lisabona, Portugalia                 | Suedia                | 1–0  | 1–0      | Calificările pentru Campionatul Mondial de Fotbal 2014 |
| 45 | 19 noiembrie 2013 | Friends Arena, Solna, Suedia                         | Suedia                | 1–0  | 3–2      | Calificările pentru Campionatul Mondial de Fotbal 2014 |
| 46 | 19 noiembrie 2013 | Friends Arena, Solna, Suedia                         | Suedia                | 2–2  | 3–2      | Calificările pentru Campionatul Mondial de Fotbal 2014 |
| 47 | 19 noiembrie 2013 | Friends Arena, Solna, Suedia                         | Suedia                | 3–2  | 3–2      | Calificările pentru Campionatul Mondial de Fotbal 2014 |
| 48 | 5 martie 2014     | Estádio Dr. Magalhães Pessoa, Leiria, Portugalia     | Camerun               | 1–0  | 5–1      | Meci amical                                            |
| 49 | 5 martie 2014     | Estádio Dr. Magalhães Pessoa, Leiria, Portugalia     | Camerun               | 5–1  | 5–1      | Meci amical                                            |
| 50 | 26 iunie 2014     | Estádio Nacional Mané Garrincha, Brasília, Brazilia  | Ghana                 | 2–1  | 2–1      | Campionatul Mondial de Fotbal 2014                     |
| 51 | 14 octombrie 2014 | Parken Stadium, Copenhaga, Danemarca                 | Danemarca             | 1–0  | 1–0      | Preliminariile Campionatului European de Fotbal 2016   |
| 52 | 12 noiembrie 2014 | Estádio Algarve, Faro, Portugalia                    | Armenia               | 1–0  | 1–0      | Preliminariile Campionatului European de Fotbal 2016   |
| 53 | 13 iunie 2015     | Vazgen Sargsyan Republican Stadium, Yerevan, Armenia | Armenia               | 1–1  | 3–2      | Preliminariile Campionatului European de Fotbal 2016   |
| 54 | 13 iunie 2015     | Vazgen Sargsyan Republican Stadium, Yerevan, Armenia | Armenia               | 2–1  | 3–2      | Preliminariile Campionatului European de Fotbal 2016   |
| 55 | 13 iunie 2015     | Vazgen Sargsyan Republican Stadium, Yerevan, Armenia | Armenia               | 3–1  | 3–2      | Preliminariile Campionatului European de Fotbal 2016   |
| 56 | 29 martie 2016    | Estádio Dr. Magalhães Pessoa, Leiria, Portugalia     | Belgia                | 2–0  | 2–1      | Meci amical                                            |
| 57 | 8 iunie 2016      | Estádio da Luz, Lisabona, Portugalia                 | Estonia               | 1–0  | 7–0      | Meci amical                                            |
| 58 | 8 iunie 2016      | Estádio da Luz, Lisabona, Portugalia                 | Estonia               | 3–0  | 7–0      | Meci amical                                            |
| 59 | 22 iunie 2016     | Parc Olympique Lyonnais, Lyon, Franța                | Ungaria               | 2–2  | 3–3      | Campionatul European de Fotbal 2016                    |
| 60 | 22 iunie 2016     | Parc Olympique Lyonnais, Lyon, Franța                | Ungaria               | 3–3  | 3–3      | Campionatul European de Fotbal 2016                    |
| 61 | 6 iulie 2016      | Parc Olympique Lyonnais, Lyon, Franța                | Țara Galilor          | 1–0  | 2–0      | Campionatul European de Fotbal 2016                    |
| 62 | 7 octombrie 2016  | Estádio Municipal de Aveiro, Aveiro, Portugalia      | Andorra               | 1–0  | 6–0      | Calificările pentru Campionatul Mondial 2018           |
| 63 | 7 octombrie 2016  | Estádio Municipal de Aveiro, Aveiro, Portugalia      | Andorra               | 2–0  | 6–0      | Calificările pentru Campionatul Mondial 2018           |
| 64 | 7 octombrie 2016  | Estádio Municipal de Aveiro, Aveiro, Portugalia      | Andorra               | 4–0  | 6–0      | Calificările pentru Campionatul Mondial 2018           |
| 65 | 7 octombrie 2016  | Estádio Municipal de Aveiro, Aveiro, Portugalia      | Andorra               | 5–0  | 6–0      | Calificările pentru Campionatul Mondial 2018           |
| 66 | 17 octombrie 2016 | Tórsvøllur, Tórshavn, Insulele Feroe                 | Insulele Feroe        | 4–0  | 6–0      | Calificările pentru Campionatul Mondial 2018           |
| 67 | 13 noiembrie 2016 | Estádio Algarve, Faro, Portugalia                    | Letonia               | 1–0  | 4–1      | Calificările pentru Campionatul Mondial 2018           |
| 68 | 13 noiembrie 2016 | Estádio Algarve, Faro, Portugalia                    | Letonia               | 3–1  | 4–1      | Calificările pentru Campionatul Mondial 2018           |
| 69 | 25 martie 2017    | Estádio da Luz, Lisabona, Portugalia                 | Ungaria               | 2–0  | 3–0      | Calificările pentru Campionatul Mondial 2018           |
| 70 | 25 martie 2017    | Estádio da Luz, Lisabona, Portugalia                 | Ungaria               | 3–0  | 3–0      | Calificările pentru Campionatul Mondial 2018           |
| 71 | 28 martie 2017    | Estádio do Marítimo, Funchal, Portugalia             | Suedia                | 1–0  | 2–3      | Meci amical                                            |
| 72 | 9 iunie 2017      | Skonto Stadium, Riga, Latvia                         | Letonia               | 1–0  | 3–0      | Calificările pentru Campionatul Mondial 2018           |
| 73 | 9 iunie 2017      | Skonto Stadium, Riga, Latvia                         | Letonia               | 2–0  | 3–0      | Calificările pentru Campionatul Mondial 2018           |
| 74 | 21 iunie 2017     | Otkrytiye Arena, Moscova, Rusia                      | Rusia                 | 1–0  | 1–0      | Cupa Confederațiilor FIFA 2017                         |
| 75 | 24 iunie 2017     | Krestovsky Stadium, Sankt Petersburg, Rusia          | Noua Zeelandă         | 1–0  | 4–0      | Cupa Confederațiilor FIFA 2017                         |
| 76 | 31 august 2017    | Estádio do Bessa, Porto, Portugalia                  | Insulele Feroe        | 1–0  | 5–1      | Calificările pentru Campionatul Mondial 2018           |
| 77 | 31 august 2017    | Estádio do Bessa, Porto, Portugalia                  | Insulele Feroe        | 2–0  | 5–1      | Calificările pentru Campionatul Mondial 2018           |
| 78 | 31 august 2017    | Estádio do Bessa, Porto, Portugalia                  | Insulele Feroe        | 4–1  | 5–1      | Calificările pentru Campionatul Mondial 2018           |
| 79 | 7 octombrie 2017  | Estadi Nacional, Andorra la Vella, Andorra           | Andorra               | 1–0  | 2–0      | Calificările pentru Campionatul Mondial 2018           |

## Palmares

### Club
Manchester United
- Premier League (3): 2006–2007, 2007–2008, 2008–2009
- Cupa FA (1): 2003–2004

Finalist (2): 2004–05, 2006–07
- Cupa Ligii Angliei (2):  2005–06, 2008–09
- FA Community Shield (1): 2007
- Liga Campionilor UEFA (1): 2007–2008

Finalist (1): 2008-2009
- Campionatul Mondial al Cluburilor FIFA (1): 2008

 Real Madrid
- La Liga (2): 2011–2012, 2016-2017
- Copa del Rey (2): 2010–11, 2013–14

Finalist (1): 2012–13
- Supercupa Spaniei (2): 2012, 2017

Finalist (2): 2011, 2014
- Liga Campionilor UEFA (4): 2013–14, 2015-2016, 2016-2017, 2017–18
- Supercupa Europei (3): 2014, 2016, 2017
- Campionatul Mondial al Cluburilor FIFA (3): 2014, 2016, 2017

### Internațional
Portugalia
- Campionatul Mondial de Fotbal:

Locul 4 (1): CM 2006
Locul 3 (1): CM 2014
- Campionatul European de Fotbal:

Finalist (1): Euro 2004
Bronz (1): Euro 2012
Câștigător (1)ː Euro 2016

### Individual
- Balonul de Aur (1): 2008
- Balonul de Aur FIFA (2): 2013, 2014, 2016[106]
- Onze d'Or (2): 2008, 2013
- Gheata de Aur a Europei (3): 2007–08, 2010–11, 2013–14
- Trofeul Pichichi — Golgheter La Liga (2): 2010–11, 2013–14
- Golgheterul Ligii Campionilor (3): 2007–08, 2012–13, 2013–14
- Gheata de Aur a Premier League (1): 2007–08
- Echipa ideală a Campionatului European de Fotbal (2): 2004, 2012
- Bravo Award (1): 2004
- UEFA Team of the Year (8): 2004, 2007, 2008, 2009, 2010, 2011, 2012, 2013
- FIFPro Young Player Fan Award (2): 2005,[107] 2006[108]
- Sir Matt Busby Player of the Year (3): 2003–04, 2006–07, 2007–08
- PFA Premier League Team of the Year (4): 2005–06, 2006–07, 2007–08, 2008–09
- PFA Young Player of the Year (1): 2006–07
- Fotbalistul PFA al anului (2): 2006–07, 2007–08
- PFA Fans' Player of the Year (2): 2006–07, 2007–08
- Fotbalistul FWA al anului (2): 2006–07, 2007–08
- Jucătorul Anului în Premier League (2): 2006–07, 2007–08
- Jucătorul Lunii în Premier League (4): noiembrie 2006, decembrie 2006, ianuarie 2008, martie 2008
- Barclays Merit Award (1): 2007–08
- ESM Team of the Year (6): 2006–07, 2007–08, 2010–11, 2011–12, 2012–13, 2013–14
- FIFA FIFPro World XI (7): 2007, 2008, 2009, 2010, 2011, 2012, 2013
- FIFPro World Player of the Year (1): 2008
- UEFA Club Footballer of the Year (1): 2007–08
- Atacantul Anului (1): 2007–08
- Fotbalistul Anului (1): 2007–08
- Gheata de Argint a Campionatului Mondial al Cluburilor FIFA (1): 2008
- Gheata de Bronz (2): 2007, 2009
- FIFA World Player of the Year (1): 2008
- World Soccer Player of the Year (2): 2008, 2013
- FIFA Puskás Award (1): 2009
- Goal.com Player of the Year (2): 2008, 2012
- Portughezul anului (8) 2005, 2006, 2007, 2008, 2009, 2010, 2011, 2012
- Golgheter Copa del Rey (1): 2010–11
- Jucătorul Lunii în La Liga (1): Noiembrie 2013
- LFP Most Valuable Player (1): 2012–13
- Trofeo Alfredo Di Stéfano (1): 2011–12
- Ibero-American Community Trophy (1): 2011[109]
- ESPY Awards Best International Athlete (1): 2014[110]
- UEFA Best Player in Europe Award (1): 2013–14
- IFFHS World's Best Top Goal Scorer: 2013[111]

#### Ordine
- Ofițer al Order of Infante Dom Henrique[112]
- Medalia Meritului, Ordem de Nossa Senhora da Conceição de Vila Viçosa (Casa Bragança)[113]